# Urban field
Een urban field is de samenhang tussen een stedelijk gebied (de Randstad bijvoorbeeld) en de omgeving (het Groene Hart onder andere). Het gaat hier om de economische en culturele banden tussen een agglomeratie en de omgeving. In de context van Nederland wordt vaak gedoeld op een stedelijk gebied tussen de reikwijdte van grote steden.